# Biển Celebes
Biển Celebes (hay biển Sulawesi (tiếng Mã Lai: Laut Sulawesi) là một vùng nước ở miền tây Thái Bình Dương có ranh giới phía bắc là quần đảo Sulu và biển Sulu cũng như đảo Mindanao của Philippines, ở phía đông là chuỗi các đảo của quần đảo Sangihe, ở phía nam là đảo Sulawesi và ở phía tây là Kalimantan (thuộc đảo Borneo) của Indonesia. Biển này có hình dạng địa văn học là một bồn địa lớn và nó hạ độ sâu xuống tới 6.200 m (20.341 ft). Nó trải dài khoảng 675 km (420 dặm) theo chiều bắc-nam và 837 km (520 dặm) theo chiều tây-đông, với diện tích bề mặt khoảng 280.000 km² (110.000 dặm vuông). Biển này thông về phía tây nam qua eo biển Makassar vào biển Java.
Biển Celebes là một mảng của bồn địa đại dương cổ đã hình thành khoảng 42 triệu năm trước trong khung cảnh xa từ bất kỳ khối đất liền nào. Vào khoảng 20 triệu năm trước, chuyển động của lớp vỏ Trái Đất đã xô đẩy bồn địa Celebes đủ gần với các núi lửa Indonesia và Philippines để nhận được các mảnh vụn núi lửa. Vào khoảng 10 triệu năm trước, biển Celebes đã tràn ngập bằng các mảnh vụn lục địa, bao gồm cả than đá, bị bóc ra từ các ngọn núi trẻ phát triển nhanh trên đảo Borneo.
Ranh giới giữa biển Celebes và biển Sulu là sống biển Sibutu-Basilan. Các hải lưu mạnh, các rãnh đại dương sâu và các ngọn núi ngầm dưới biển kết hợp cùng nhau và cùng các đảo núi lửa hoạt động đã tạo ra các đặc trưng hải dương học phức tạp.

## Cướp biển Celebes
Biển Celebes có một số tai tiếng về vấn nạn cướp biển. Cướp biển trong khu vực biển Celebes không chỉ cướp bóc các tàu thuyền đánh cá nhỏ mà ngay cả các tàu chuyên chở container lớn. Hiện nay, các nhóm cướp biển này còn được trang bị các loại vũ khí công nghệ cao cũng như các trang thiết bị như radar và các thiết bị hoa tiêu GPS trên các tàu có tốc độ lớn.

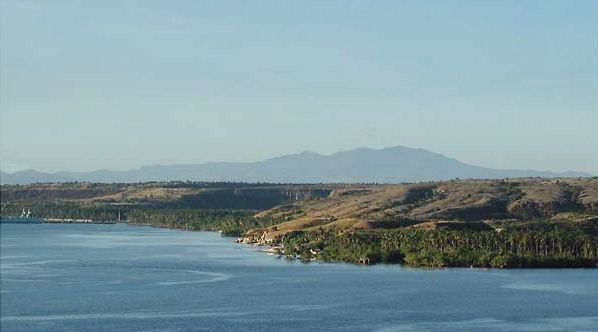
Biển Celebes ở phần ranh giới phía bắc. Khu vực bờ biển thuộc Maitum, Sarangani.

## Sinh vật biển
Biển Celebes là nơi sinh sống của nhiều loài cá và sinh vật biển khác. Vùng nước nhiệt đới ấm và trong này cho phép tới khoảng 580 trên tổng số 793 loài san hô tạo đá ngầm trên thế giới sinh sống, tạo thành các dải đá ngầm san hô đa dạng sinh học bậc nhất trên thế giới và kèm theo đó là một mảng đầy ấn tượng các sinh vật biển khác, bao gồm cả cá voi và cá heo, rùa biển, cá nạng hải (Manta birostris), cá ó (Myliobatidae), cá nhồng (Sphyraenidae), cá buồm (Istiophoridae) và nhiều loài sinh vật sống gần san hô khác. Cá ngừ và cá ngừ vây vàng cũng rất phổ biến. Đặc biệt loài cá vây tay Indonesia đang vào tình trạng bảo tồn sắp nguy cấp (VU).
Bên cạnh sự phổ biến cao của các loài cá có thể đánh bắt trong biển Celebes, biển này còn sản sinh ra nhiều sản phẩm từ biển khác như rong, tảo biển.

## Tầm quan trọng thương mại
Biển này là một tuyến vận tải quan trọng cho thương mại trong khu vực. Nó cũng là nơi phổ biến để lặn biển và du lịch đường biển trên các tàu biển cao cấp.